# Тембулатов, Анзор Шараниевич
Анзо́р Шарани́евич Тембула́тов (8 июня 1989) — российский футболист, полузащитник. Выступал за клуб «Терек».

## Карьера
Воспитанник грозненского «Терека». С 2006 по 2007 год выступал в МРО Юг ЛФЛ за «Терек-2». В 2008 году провёл 23 игры за молодёжный состав «Терека», в которых забил 3 мяча в ворота соперников. В Премьер-лиге провёл единственный матч 21 ноября 2009 года, выйдя в стартовом составе матча 29-го тура против «Кубани», в этой встрече Анзор провёл на поле весь матч, а его команда уступила со счётом 0:1.